# Tadeusz Bojarski
Tadeusz Bojarski (ur. 20 listopada 1941 w Jaślikowie, zm. 20 listopada 2020) – polski prawnik, profesor nauk prawnych, nauczyciel akademicki Uniwersytetu Marii Curie-Skłodowskiej w Lublinie i innych uczelni, specjalista w zakresie prawa karnego, w latach 1996–1999 dziekan Wydziale Prawa i Administracji Uniwersytetu Marii Curie-Skłodowskiej w Lublinie

## Życiorys
W 1964 ukończył studia prawnicze na Wydziale Prawa i Administracji Uniwersytetu Marii Curie-Skłodowskiej w Lublinie. Tam też w tym samym roku został zatrudniony. W 1969 na podstawie rozprawy pt. Przestępstwo naruszenia miru domowego otrzymał stopień naukowy doktora nauk prawnych, a w styczniu 1980 na podstawie dorobku naukowego oraz rozprawy pt. Odmiany podstawowych typów przestępstw w polskim prawie karnym uzyskał stopień doktora habilitowanego nauk prawnych. W latach 1991–2000 był profesorem nadzwyczajnym UMCS. W 1993 prezydent RP Lech Wałęsa nadał mu tytuł naukowy profesora nauk prawnych. W 2000 otrzymał stanowisko profesora zwyczajnego. 
Pełnione funkcje:
- dyrektor Instytutu Prawa Karnego UMCS (1981–1996),
- kurator Zakładu Postępowania Karnego i Kryminalistyki (1983–1985),
- kierownik Zakładu Prawa Karnego i Kryminologii UMCS (od 1992)
- W latach 1996–1999 był dziekan Wydziału Prawa i Administracji UMCS (1999–1999)

Uzyskiwał zatrudnienie w innych uczelniach, m.in. w Politechnice Radomskiej (obecnie Uniwersytet Technologiczno-Humanistyczny im. Kazimierza Pułaskiego w Radomiu).
Pod jego kierunkiem stopień naukowy doktora uzyskała Aneta Michalska-Warias.
Został pochowany na cmentarzu komunalnym na Majdanku w Lublinie (kwatera S5Z15/2/2).

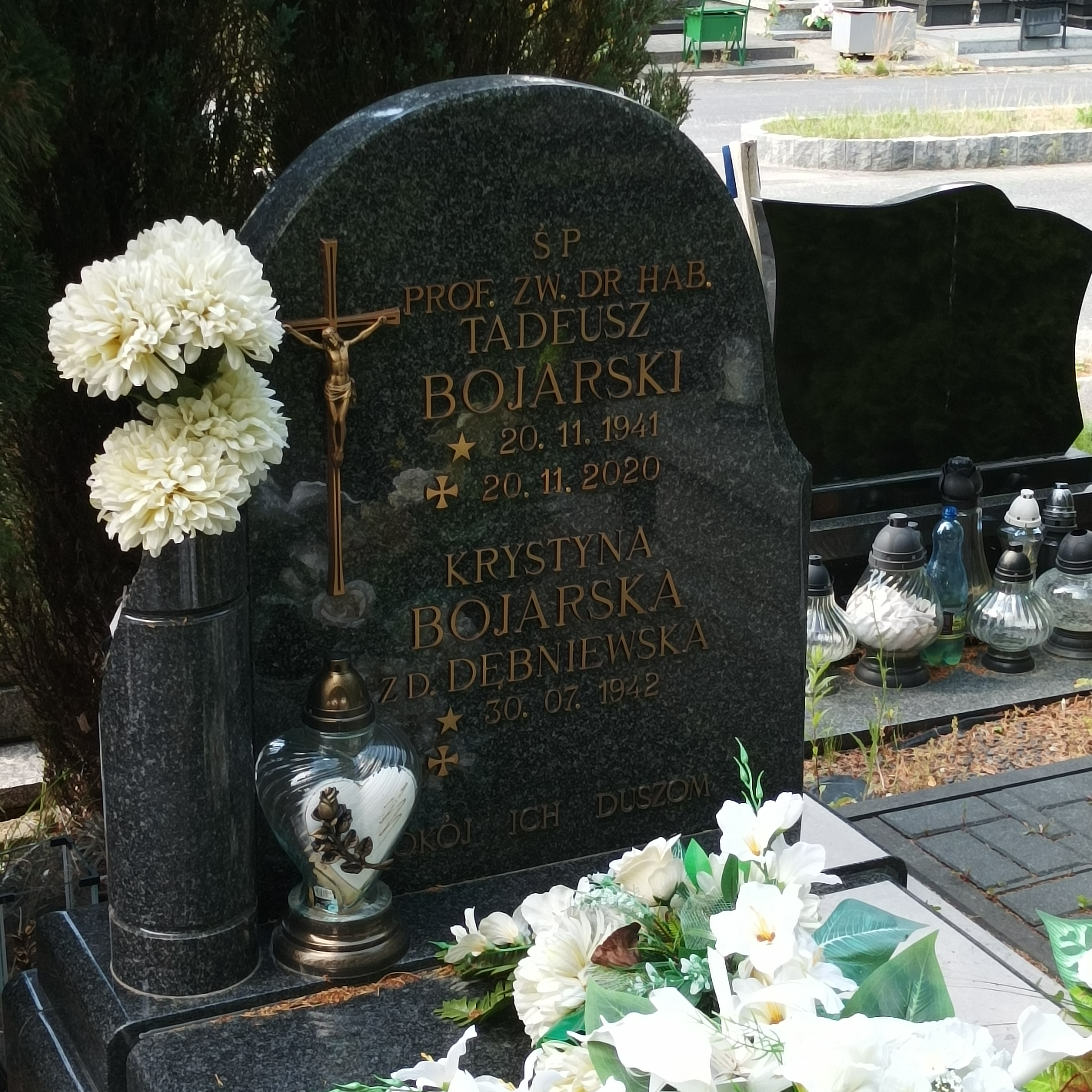
Grób prof. Tadeusza Bojarskiego na cmentarzu komunalnym na Majdanku

## Odznaczenia[1]
- Złoty Krzyż Zasługi
- Krzyż Kawalerski Orderu Odrodzenia Polski
- Medal Komisji Edukacji Narodowej
- Medal Złoty za Długoletnią Służbę